# 이마제키 고헤이
이마제키 고헤이(일본어: 今関 耕平, 1994년 6월 23일~)는 일본의 축구 선수이다.

## 구단 경력
그는 2017년 J3리그의 이와테 그루자 모리오카에 입단했다. 2018년까지 12경기에 출전.